# Enron
Enron Corporation byla americká energetická společnost, se sídlem v městě Houston, Texas, USA. Před vyhlášením bankrotu v lednu 2002 zaměstnávala přes 22 tisíc zaměstnanců a byla jednou z vedoucích světových společností, podnikajících v oblasti dodávek elektřiny, zemního plynu a komunikací. Od 90. let její akcie zaznamenávaly stabilní, neustálý růst a Enron byl vzorem moderní silné společnosti. Z původních cca 10 mld dolarů aktiv dosáhla v roce 2000 hodnoty 65,5 miliard dolarů. Časopis Fortune ji šestkrát za sebou jmenoval „nejinovativnější společností Ameriky“. Ke konci roku 2001 se ale v účetnictví společnosti našla zásadní pochybení (podvody). 25. ledna 2002 společnost oznámila bankrot, zaměstnanci byli propuštěni. Hodnota akcií společnosti, do kterých investovaly tisíce lidí, spadla z 90 dolarů na 50 centů. Enron se stal symbolem podvodného podnikání a předmětem soudních žalob ze strany desítek třetích stran. V následném vyšetřování skandálu se navíc proti některým manažerům Enronu objevily důkazy o jejich účasti na prohlubování tzv. kalifornské energetické krize. Od roku 2007 se společnost jmenuje Enron Creditors Recovery Corporation (obdoba společnosti v likvidaci, snažící se o uspokojení věřitelů, o což se v současnosti stará cca 40 lidí). Hlavní představitelé společnosti byli v soudních procesech, které po jejím bankrotu následovaly, vesměs pravomocně odsouzeni a většina z nich dnes vykonává trest odnětí svobody. Jeden z účetních, Cliff Baxter, spáchal sebevraždu.

## Historie
Původ společnosti lze vysledovat od společnosti Northern Natural Gas Company, založené v roce 1932, která se v roce 1979 stala hlavní dceřinou společností holdingu InterNorth. Když ten v roce 1985 koupil texaský podnik Houston Natural Gas, změnil si jméno na Enron. Do jejího vedení se postavil CEO společnosti Houston Natural Gas, Kenneth Lay.
Enron měl v této době aktiva ve výši 10 mld. dolarů, a předmětem jejího podnikání byla především distribuce energie na území Spojených států. Svou hodnotu ale systematicky zvyšoval tím, že budoval vlastní elektrárny, produktovody, kupoval své obchodní partnery a začal pronikat do souvisejících oblastí. V pozdějších 90. letech se podnikání Enronu podstatně rozšířilo i do oblasti služeb, která zahrnovala nově se vynořující on-line komunikace a ve stále větší míře službám spojeným s burzami a trhy.

## Finanční skandál
Od roku 1987 v Enronu začal pracovat Jeffrey Skilling jako konzultant v oblasti trhu se zemním plynem. Jeho postoje a vize ohledně toho, jak by měl Enron transformovat svůj způsob obchodu s energiemi a ostatními komoditami, na Kennetha Laye dělal dojem, takže v hierarchii společnosti povyšoval až se v únoru 2001 stal výkonným ředitelem (Lay si zachoval status vlastníka společnosti). Skilling záhy v Enronu zavedl několik podstatných změn. Například, upřednostňoval tzv. forward market („dopředný obchod“), počítající s budoucími dodávkami energie a služeb, které měl Enron teprve v budoucnu dodat; a typ účetnictví, zvané mark-to-market, které umožňovalo zaznamenávat předpokládaný budoucí zisk z podepsaných smluv a uskutečněných podniků v okamžiku podepsání smlouvy. Tyto poskytly určitou zástěrku za skutečným obchodním počínáním společnosti podle objektivnějších ukazatelů jako výdaje a výnosy. To však začalo vykazovat spíše neúspěchy (např. Dabholská elektrárna, na které se v Indii Enron podílel, znamenala na konci ztrátu asi miliardy dolarů). Ve výrazný neúspěch se proměnily zejména některé nápady samotného Skillinga, např. obchodování s šířkou pásma (bandwidth business) a trh s počasím (weather market). V pozdějších fázích, kdy byl Enron 30 miliard dolarů v dluhu, se do skandálu zapojily finanční machinace a podvody finančního šéfa společnosti Andrewa Fastowa, který si založil fiktivní společnosti (Jedi, Chewco Raptors, LJM), mezi kterými převáděl větší množství stávajících aktiv Enronu a vytvářel neuskutečněné částky na straně výnosů a výdajů. Spirála obchodních neúspěchů a stále zoufalejší snahou z nich vybřednout se nedala udržet. Dne 14. srpna 2001 Skilling náhle rezignoval na post výkonného ředitele Enronu (kde ho nahradil Ken Lay). O den později jedna z účetních našla závažné neshody mezi tím, co společnost vykazovala za finanční výsledky a skutečným stavem.

### Audiovizuální dokumenty
- (anglicky) Enron: The Smartest Guys in the Room